# Associazione Sportiva Latina 1932 1989-1990
Questa voce raccoglie le informazioni riguardanti l'Associazione Sportiva Latina 1932 nelle competizioni ufficiali della stagione 1989-1990.

## Rosa
| N. |                   | Ruolo | Calciatore               |
| -- | ----------------- | ----- | ------------------------ |
|    | Italia (bandiera) | D     | Andrea Amato             |
|    | Italia (bandiera) | D     | Massimo Bigotto          |
|    | Italia (bandiera) | A     | Giovanni Brugaletta      |
|    | Italia (bandiera) | C     | Francesco Cacciapuoti    |
|    | Italia (bandiera) | D     | Giulio Cardillo          |
|    | Italia (bandiera) | P     | Roberto Cardinale        |
|    | Italia (bandiera) | D     | Francesco Cariola        |
|    | Italia (bandiera) | C     | Massimo De Angelis       |
|    | Italia (bandiera) | C     | Graziano Del Grande      |
|    | Italia (bandiera) | A     | Francesco Di Rienzio (I) |
|    | Italia (bandiera) | D     | Mauro Facci              |
|    | Italia (bandiera) | C     | Giulio Giovannoli        |

| N. |                   | Ruolo | Calciatore        |
| -- | ----------------- | ----- | ----------------- |
|    | Italia (bandiera) | C     | Diego Gonnella    |
|    | Italia (bandiera) | A     | Daniele Madeddu   |
|    | Italia (bandiera) | C     | Vittorio Monti    |
|    | Italia (bandiera) | C     | Marco Noviello    |
|    | Italia (bandiera) | P     | Giuseppe Oliverio |
|    | Italia (bandiera) | A     | Franco Paolazzi   |
|    | Italia (bandiera) | D     | Carmine Parlato   |
|    | Italia (bandiera) | C     | Silvano Pivotto   |
|    | Italia (bandiera) | C     | Pasquale Salerno  |
|    | Italia (bandiera) | D     | Mauro Spada       |
|    | Italia (bandiera) | C     | Daniele Tani      |

## Risultati

### Campionato

#### Girone di andata
| 17 settembre 1989 1ª giornata | Latina | 1 – 1 | Vigor Lamezia |  |

| Arbitro: | Misticolli (Ascoli Piceno) |

|                      |           |                        |
| Ianniello 52’ (rig.) | Marcatori | 2’ Tani 49’ Del Grande |

| 1º ottobre 1989 3ª giornata | Latina | 2 – 0 | Adelaide Nicastro |  |

| 8 ottobre 1989 4ª giornata | Kroton | 1 – 1 | Latina |  |

| 15 ottobre 1989 5ª giornata | Fasano | 0 – 0 | Latina |  |

| 22 ottobre 1989 6ª giornata | Latina | 0 – 1 | Altamura |  |

| 29 ottobre 1989 7ª giornata | Turris | 1 – 0 | Latina |  |

| 5 novembre 1989 8ª giornata | Latina | 1 – 1 | Ostia Mare |  |

| 12 novembre 1989 9ª giornata | Battipagliese | 0 – 0 | Latina |  |

| 19 novembre 1989 10ª giornata | Latina | 1 – 1 | Potenza |  |

| 26 novembre 1989 11ª giornata | Acireale | 2 – 0 | Latina |  |

| 3 dicembre 1989 12ª giornata | Frosinone | 1 – 1 | Latina |  |

| 10 dicembre 1989 13ª giornata | Latina | 1 – 1 | Lodigiani |  |

| 17 dicembre 1989 14ª giornata | Martina | 0 – 0 | Latina |  |

| 30 dicembre 1989 15ª giornata | Latina | 2 – 1 | Atletico Leonzio |  |

| 7 gennaio 1990 16ª giornata | Pro Cavese | 1 – 1 | Latina |  |

| 14 gennaio 1990 17ª giornata | Latina | 2 – 0 | Trapani |  |

#### Girone di ritorno
| 28 gennaio 1990 18ª giornata | Vigor Lamezia | 0 – 0 | Latina |  |

| Arbitro: | Rapece (Perugia) |

|                |           |             |
| Brugaletta 14’ | Marcatori | 49’ Collaro |

| 11 febbraio 1990 20ª giornata | Adelaide Nicastro | 3 – 0 | Latina |  |

| 18 febbraio 1990 21ª giornata | Latina | 1 – 1 | Kroton |  |

| 4 marzo 1990 22ª giornata | Latina | 3 – 1 | Fasano |  |

| 11 marzo 1990 23ª giornata | Altamura | 2 – 2 | Latina |  |

| 18 marzo 1990 24ª giornata | Latina | 2 – 1 | Turris |  |

| 25 marzo 1990 25ª giornata | Ostia Mare | 0 – 0 | Latina |  |

| 1º aprile 1990 26ª giornata | Latina | 1 – 2 | Battipagliese |  |

| 8 aprile 1990 27ª giornata | Potenza | 1 – 3 | Latina |  |

| 14 aprile 1990 28ª giornata | Latina | 0 – 0 | Acireale |  |

| 29 aprile 1990 29ª giornata | Latina | 2 – 2 | Frosinone |  |

| 6 maggio 1990 30ª giornata | Lodigiani | 2 – 1 | Latina |  |

| 13 maggio 1990 31ª giornata | Latina | 2 – 1 | Martina |  |

| 20 maggio 1990 32ª giornata | Atletico Leonzio | 1 – 0 | Latina |  |

| 27 maggio 1990 33ª giornata | Latina | 0 – 0 | Pro Cavese |  |

| 3 giugno 1990 34ª giornata | Trapani | 1 – 3 | Latina |  |